# Верхнее Мочагино
Верхнее Мочагино — деревня в Слободском районе Кировской области в составе Светозаревского сельского поселения.

## География
Находится на расстоянии примерно 12 км по прямой на восток от районного центра города Слободской.

## История
Известна с 1662 года как погост Верхний Мочагин с 2 дворами. В 1873 году в ней (тогда деревня Верхнемочагинская) было учтено дворов 16 и жителей 178, в 1905 36 и 290, в 1926 62 и 374 (все удмурты), в 1950 59 и 209 соответственно. В 1989 году оставался 31 житель. Современное название закрепилось с 1939 года. 

## Население
Постоянное население  составляло 21 человек (удмурты 100%) в 2002 году, 18 в 2010.